# BBC Big Read
BBC Big Read (deutsch etwa: BBC Großes Lesen) ist eine im Jahr 2003 von den der britischen Rundfunkanstalt BBC einmalig erstellte Liste der britischen Lieblingsbücher. An der Abstimmung hierzu beteiligten sich 750.000 Menschen.
Die BBC rief ihre Zuschauer auf, den beliebtesten Roman zu nennen. Die 21 meistgenannten Werke wurden als Kurzfassungen aufbereitet und von der BBC in einer eigens kreierten Literatursendung vom 18. Oktober bis zum 13. Dezember 2003 gesendet.
Die BBC animierte im Anschluss die Menschen, „Big-Read“-Buchgruppen zu bilden, über die gereihten Bücher zu diskutieren und die Big-Read-Bücher bekannter zu machen.

## Liste
1. Der Herr der Ringe, J.R.R. Tolkien
2. Stolz und Vorurteil, Jane Austen
3. His Dark Materials, Philip Pullman
4. Per Anhalter durch die Galaxis, Douglas Adams
5. Harry Potter und der Feuerkelch, Joanne K. Rowling
6. Wer die Nachtigall stört, Harper Lee
7. Pu der Bär, Alan Alexander Milne
8. 1984, George Orwell
9. Der König von Narnia (orig. The Lion, the Witch and the Wardrobe), C.S. Lewis
10. Jane Eyre, Charlotte Brontë
11. Catch-22, Joseph Heller
12. Sturmhöhe, Emily Brontë
13. Gesang vom großen Feuer (orig. Birdsong), Sebastian Faulks
14. Rebecca, Daphne du Maurier
15. Der Fänger im Roggen, J.D. Salinger
16. Der Wind in den Weiden, Kenneth Grahame
17. Große Erwartungen, Charles Dickens
18. Little Women, Louisa May Alcott
19. Corellis Mandoline, Louis de Bernières
20. Krieg und Frieden, Leo Tolstoi
21. Vom Winde verweht, Margaret Mitchell
22. Harry Potter und der Stein der Weisen, Joanne K. Rowling
23. Harry Potter und die Kammer des Schreckens, Joanne K. Rowling
24. Harry Potter und der Gefangene von Askaban, Joanne K. Rowling
25. Der Hobbit, J.R.R. Tolkien
26. Tess von den d’Urbervilles: Eine reine Frau, Thomas Hardy
27. Middlemarch, George Eliot
28. A Prayer For Owen Meany, John Irving
29. Früchte des Zorns, John Steinbeck
30. Alice im Wunderland, Lewis Carroll
31. Die unglaubliche Geschichte der Tracy Baker, Jacqueline Wilson
32. Hundert Jahre Einsamkeit, Gabriel García Márquez
33. Die Säulen der Erde, Ken Follett
34. David Copperfield, Charles Dickens
35. Charlie und die Schokoladenfabrik, Roald Dahl
36. Die Schatzinsel, Robert Louis Stevenson
37. Eine Stadt wie Alice, Nevil Shute
38. Anne Elliot, Jane Austen
39. Dune – die erste Trilogie, Frank Herbert
40. Emma, Jane Austen
41. Anne auf Green Gables, Lucy Maud Montgomery
42. Unten am Fluss, Richard Adams
43. Der große Gatsby, F. Scott Fitzgerald
44. Der Graf von Monte Christo, Alexandre Dumas
45. Wiedersehen mit Brideshead, Evelyn Waugh
46. Die Farm der Tiere, George Orwell
47. A Christmas Carol, Charles Dickens
48. Am grünen Rand der Welt, Thomas Hardy
49. Goodnight Mister Tom, Michelle Magorian
50. Die Muschelsucher, Rosamunde Pilcher
51. Der geheime Garten, Frances Hodgson Burnett
52. Von Mäusen und Menschen, John Steinbeck
53. The Stand – Das letzte Gefecht, Stephen King
54. Anna Karenina, Leo Tolstoi
55. Eine gute Partie, Vikram Seth
56. Sophiechen und der Riese (orig. The BFG), Roald Dahl
57. Swallows And Amazons, Arthur Ransome
58. Black Beauty, Anna Sewell
59. Artemis Fowl, Eoin Colfer
60. Schuld und Sühne, Fjodor Dostojewski
61. Himmel und Hölle, Malorie Blackman
62. Die Geisha, Arthur Golden
63. Eine Geschichte aus zwei Städten, Charles Dickens
64. Die Dornenvögel, Colleen McCullough
65. Gevatter Tod, Terry Pratchett
66. The Magic Faraway Tree, Enid Blyton
67. The Magus, John Fowles
68. Ein gutes Omen, Terry Pratchett und Neil Gaiman
69. Wachen! Wachen!, Terry Pratchett
70. Herr der Fliegen, William Golding
71. Das Parfum, Patrick Süskind
72. Die Menschenfreunde in zerlumpten Hosen, Robert Tressell
73. Die Nachtwächter, Terry Pratchett
74. Matilda, Roald Dahl
75. Bridget Jones’s Diary, Helen Fielding
76. Die geheime Geschichte, Donna Tartt
77. Die Frau in Weiß, Wilkie Collins
78. Ulysses, James Joyce
79. Bleak House, Charles Dickens
80. Charlies Doppelleben, Jacqueline Wilson
81. Die Zwicks stehen Kopf, Roald Dahl
82. I Capture the Castle, Dodie Smith
83. Löcher. Die Geheimnisse von Green Lake, Louis Sachar
84. Im Schloß, Mervyn Peake
85. Der Gott der kleinen Dinge, Arundhati Roy
86. Vicky Angel, Jacqueline Wilson
87. Schöne neue Welt, Aldous Huxley
88. Cold Comfort Farm, Stella Gibbons
89. Magician, Raymond E. Feist
90. Unterwegs, Jack Kerouac
91. Der Pate, Mario Puzo
92. Ayla und der Clan des Bären, Jean M. Auel
93. Die Farben der Magie, Terry Pratchett
94. Der Alchimist, Paulo Coelho
95. Katherine, Anya Seton
96. Kain und Abel, Jeffrey Archer
97. Die Liebe in den Zeiten der Cholera, Gabriel García Márquez
98. Girls in Love, Jacqueline Wilson
99. Plötzlich Prinzessin, Meg Cabot
100. Mitternachtskinder, Salman Rushdie